# Коммагена
Коммаге́на (позднехеттск. Куммух, арм. Կոմմագենեի թագավորություն, греч. Βασίλειον τῆς Kομμαγηνῆς) — древнеармянское царство периода эллинизма в Малой Азии, на западном берегу среднего течения Евфрата. Царство основал в 163 до н. э. Птолемей из армянской династии Ервандуни. Столицей царства являлся город Самосата (современный Самсат).
Царство находилось между собственно Великой Арменией, древней Сирией и Киликией. Коммагена охватывала территории современных илов Турции: Адыяман, Элязыг, Кахраманмараш, Газиантеп и Малатья.

## История
Государство возникло на рубеже 2-го и 1-го тысячелетий до н. э.
В VIII веке до н. э. за обладание Коммагеной, богатой металлами (особенно железом), боролись Урарту и Ассирия, победу одержала Ассирия. Позднее Коммагена находилась под властью Ахеменидов (VI—IV вв. до н. э.).
Коммагенское царство вновь появилось в истории после битвы при Гавгамелах в 331 г. до н. э. и завоевания Персии Александром Македонским. Затем на рубеже III и II вв. до н. э. царство попало под власть Селевкидов. В 163 году до н. э. небольшое Коммагенское царство со столицей в Самосате отделилось от державы Селевкидов. История Коммагенского царства не отмечена особыми значительными событиями. Царям Коммагены удавалось удерживать на протяжении двух веков свою независимость. Только после смерти Антиоха III (не путать с Антиохом III Великим) в 17 году н. э. Коммагена была присоединена к римской провинции Сирия.
Однако вскоре после этого римский император Калигула в 38 году вновь восстановил на Коммагенском престоле Антиоха IV, которого сам же вскоре и отстранил от власти. В 46 году император Клавдий опять посадил Антиоха на царство. Лишь в 72 году император Веспасиан окончательно присоединил земли Коммагены к римскому государству. Её бывшая столица Самосата была переименована римлянами и стала называться Флавией. Сохранился важный в историческом отношении памятник царю Антиоху Коммагенскому.
В честь жены Антиоха IV — Иотапы был назван город, руины которого сейчас находятся на трассе Аланья — Газипаша.
По мнению Дэвида Лэнга, некоторое время являлось вассальным армянским царством.